# جيراردو كونسيبسيون
جيراردو كونسيبسيون هو لاعب كرة قاعدة كوبي، ولد في 29 فبراير 1992 في هافانا في كوبا.

## وصلات خارجية
- جيراردو كونسيبسيون على موقع دوري كرة القاعدة الرئيسي (الإنجليزية)
- جيراردو كونسيبسيون على موقعبيزبول رفرنس.كوم (الدوري الرئيسي) (الإنجليزية)
- جيراردو كونسيبسيون على موقعبيزبول رفرنس.كوم (الدوري الثانوي) (الإنجليزية)